# Aconitum plicatum
Aconitum plicatum là một loài thực vật có hoa trong họ Mao lương. Loài này được Köhler ex Rchb. mô tả khoa học đầu tiên năm 1819.

## Hình ảnh

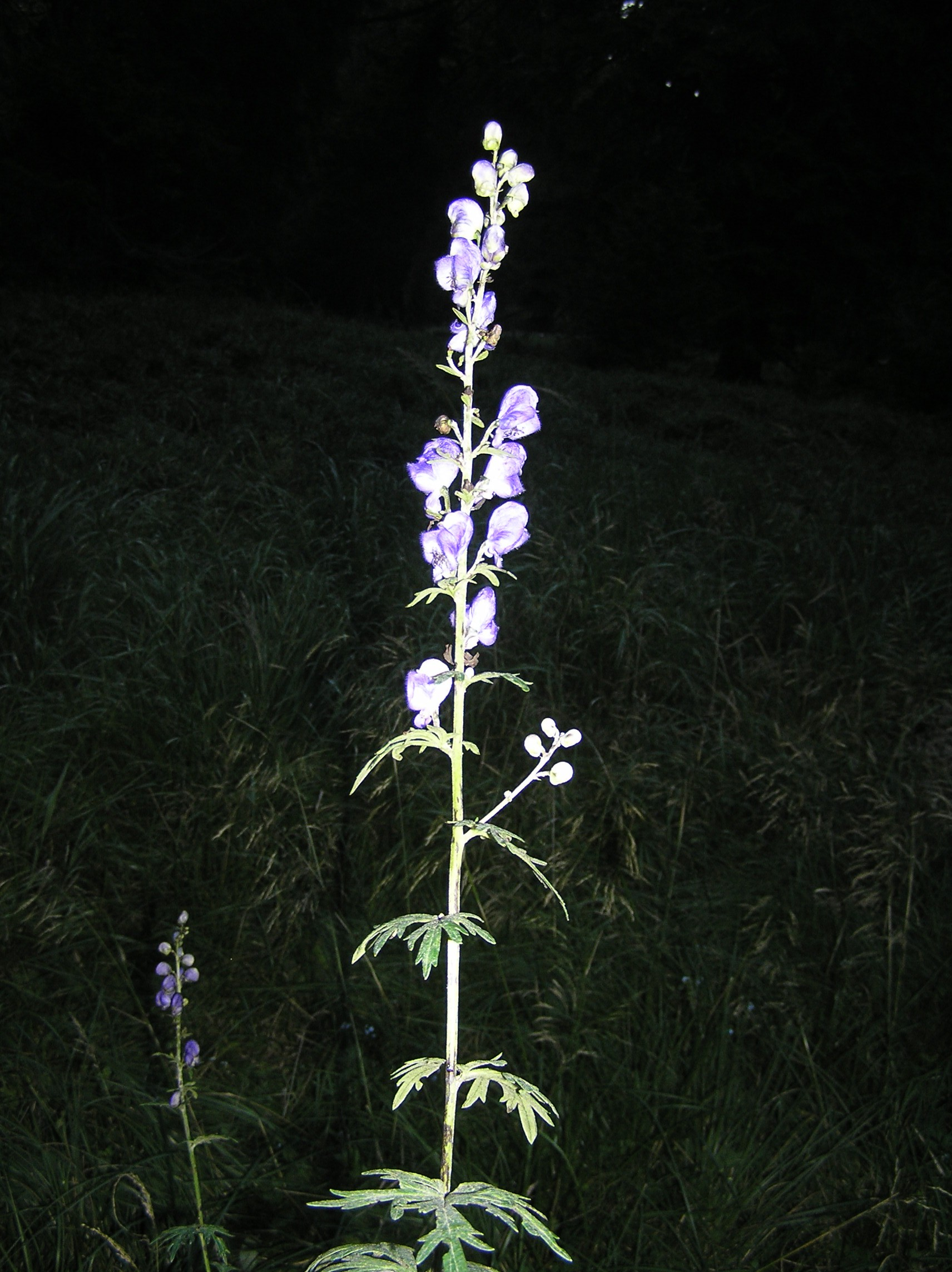
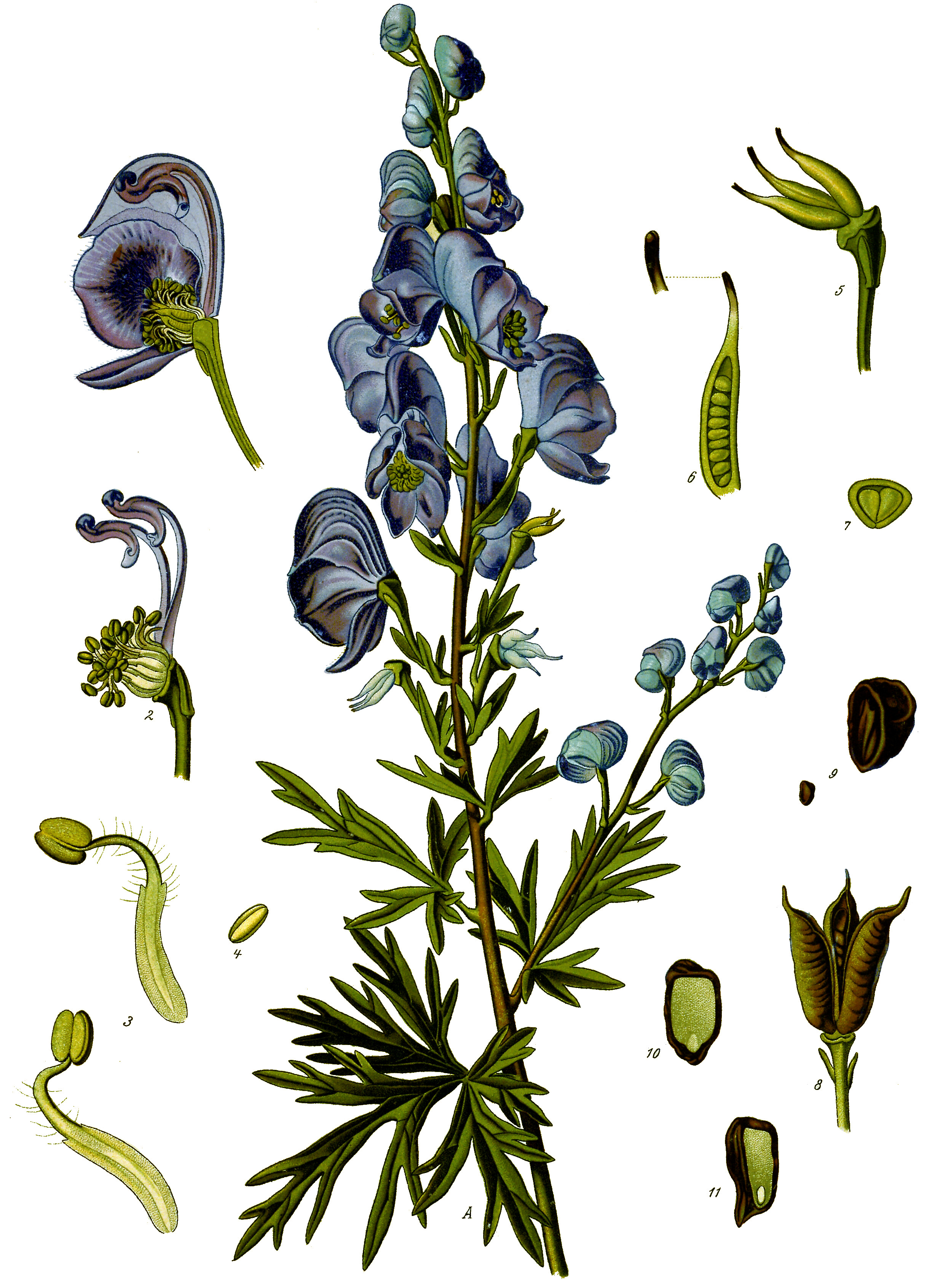
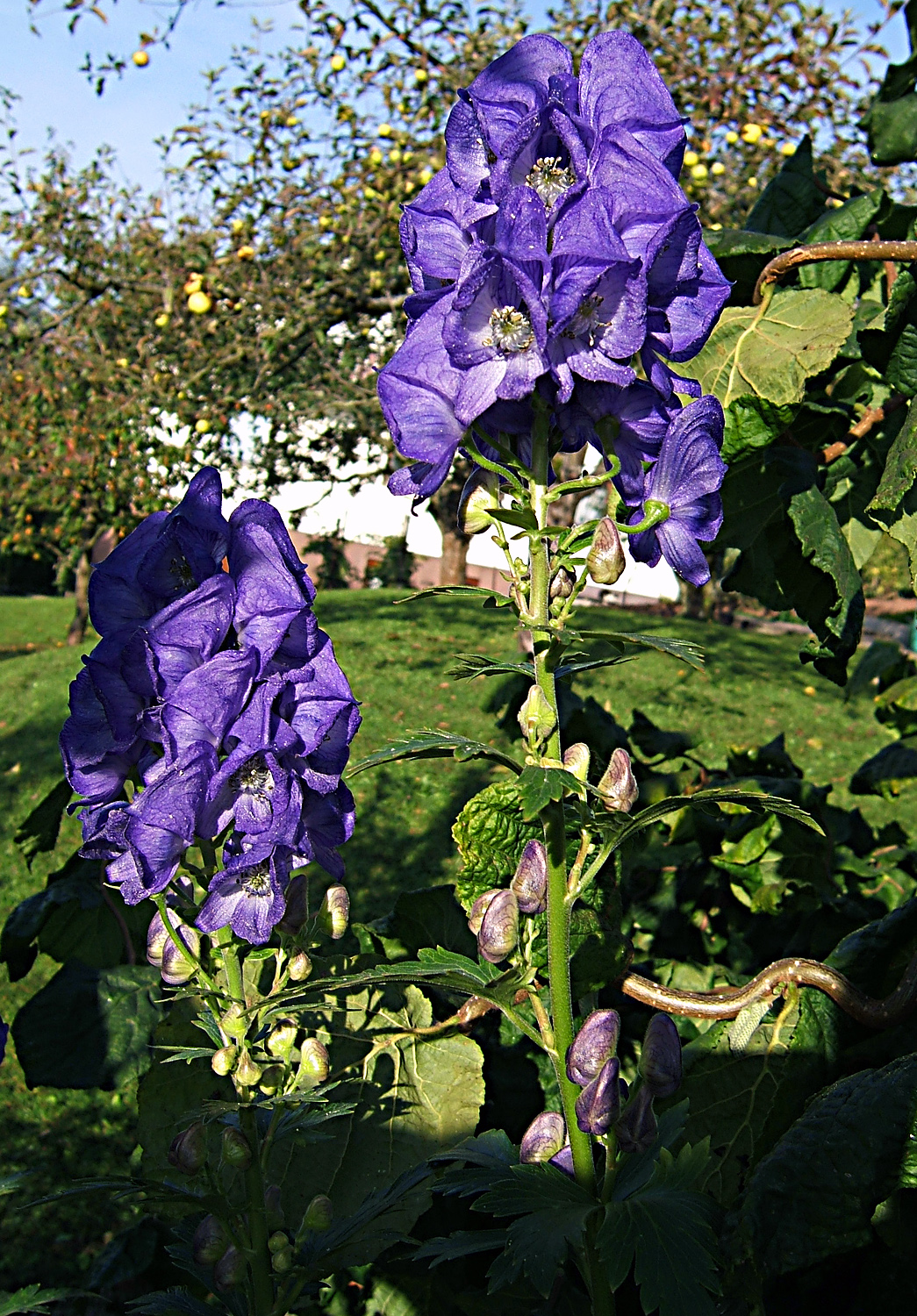
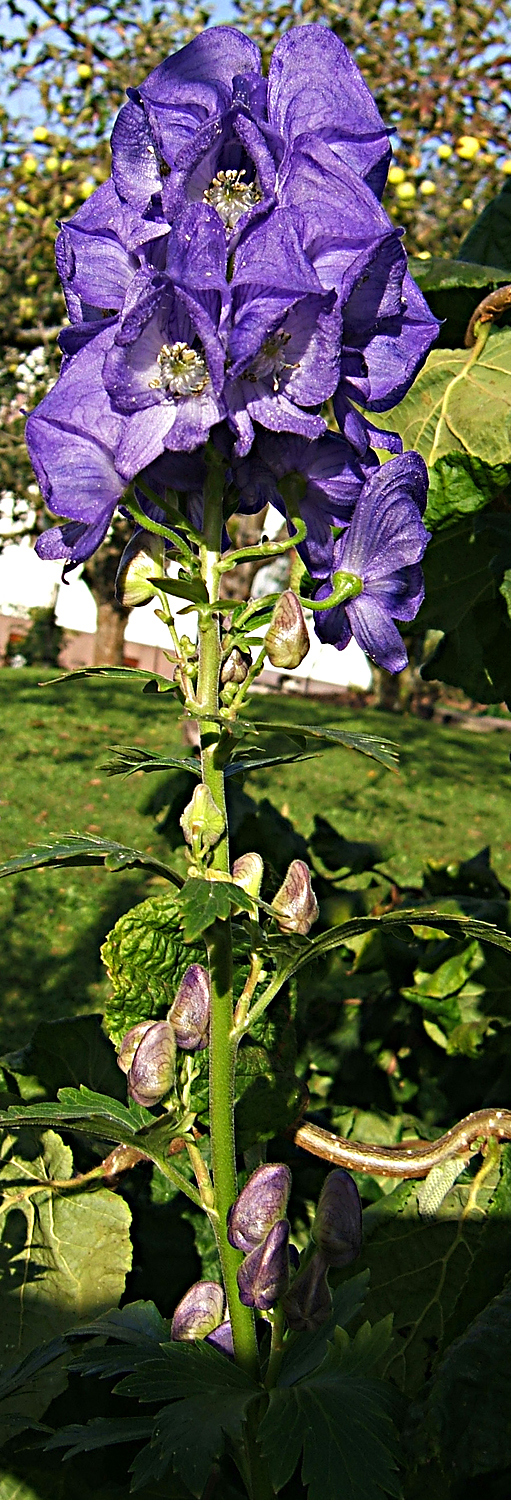